# Хорейш, Антоний Бутрос
Антоний Бутрос Хорейш (20 сентября 1907, Айн Эбель, Османская империя — 9 августа 1994, Бейрут, Ливан) — ливанский кардинал и маронитский патриарх. Титулярный епископ Тарсо Маронитский и вспомогательный епископ Сидона с 25 апреля 1950 по 25 ноября 1957. Епископ Сидона с 25 ноября 1957 по 3 февраля 1975. Маронитский патриарх Антиохии с 3 февраля 1975 по 3 апреля 1986. Кардинал-патриарх со 2 февраля 1983. Официальный титул: Его Блаженство семьдесят пятый Патриарх Антиохии и Всего Леванта.
В юном возрасте получил образование в Риме, в Папском Урбанианском университете.